# Liste der japanischen Botschafter in Thailand
Die Botschaft befindet sich in der Thanon Witthayu (ถนนวิทยุ) im Bangkoker Bezirk Pathum Wan.
| Ernennung / Akkreditierung              | Name                                         | Japanische Schrift | Bemerkungen | ernannt während der Regierung von | akkreditiert während der Regiung von | Posten verlassen   |
| Ministers Resident                      | Ministers Resident                           | Ministers Resident | Ministers Resident | Ministers Resident                | Ministers Resident                   | Ministers Resident |
| --------------------------------------- | -------------------------------------------- | ------------------ | --- | --------------------------------- | ------------------------------------ | ------------------ |
| 31. März 1897                           | Inagaki Manjirō                              | 稲垣満次郎         | | Matsukata Masayoshi               | Chulalongkorn                        |                    |
| Gesandte                                |                                              |                    | |                                   |                                      |                    |
| 10. Okt. 1903                           | Inagaki Manjirō                              | 稲垣満次郎         | | Katsura Tarō                      | Chulalongkorn                        |                    |
| 10. Juli 1907                           | Matsukata Tadashi-saku                       | 松方正作           | | Saionji Kimmochi                  | Chulalongkorn                        |                    |
| 15. Aug. 1908                           | Sakuya Yoshida                               | 吉田作弥           | (* 13. Mai 1859; † 26. Dezember 1929), bis April 1898 Legationssekretär in Wien | Katsura Tarō                      | Chulalongkorn                        |                    |
| 7. Apr. 1915                            | Nishi-gen Shiro                              | 西源四郎           | | Ōkuma Shigenobu                   | Vajiravudh                           |                    |
| 25. Feb. 1921                           | Masao Tokichi                                | 政尾藤吉           | | Takahashi Korekiyo                | Vajiravudh                           |                    |
| 20. Juni 1922                           | Yada Chonosuke                               | 矢田長之助         | | Katō Tomosaburō                   | Vajiravudh                           |                    |
| 30. Jan. 1926                           | Hayashi Kyujiro                              | 林久治郎           | (* 17. Oktober 1882; † 23. Juli 1964), 1926–1938: Gesandter in Rio de Janeiro | Wakatsuki Reijirō                 | Vajiravudh                           |                    |
| 28. Juli 1928                           | Yatabe Yasukichi                             | 矢田部保吉         | | Tanaka Giichi                     | Vajiravudh                           |                    |
| 16. Okt. 1936                           | Itaro Ishii                                  | 石射猪太郎         | | Hirota Kōki                       | Phraya Phahon Phonphayuhasena        |                    |
| 27. Juli 1937                           | Murai Kuramatsu                              | 村井倉松           | | Hayashi Senjūrō                   | Phraya Phahon Phonphayuhasena        |                    |
| 16. Mai 1941                            | Futami                                       | 二見甚郷           | (* 16. Oktober 1888; † 17. November 1968) | Konoe Fumimaro                    | Plaek Phibunsongkhram                |                    |
| 16. Aug. 1941                           | Auslandsvertretung zur Botschaft aufgewertet |                    | | Konoe Fumimaro                    | Plaek Phibunsongkhram                |                    |
| Botschaften                             |                                              |                    | |                                   |                                      |                    |
| 4. Sep. 1941                            | Tsubo-jo Teiji                               | 坪上貞二           | (* 1. Juni 1884; † 28. Mai 1979), vereinbarte am 8. Dezember 1941 nach einem Tag Gefechten mit Plaek Phibunsongkhram ein Transitabkommen für die Japanische Invasion der Malaiischen Halbinsel. | Konoe Fumimaro                    | Plaek Phibunsongkhram                |                    |
| 9. Sep. 1944                            | Yamamoto Kumaichi                            | 山本熊一           | [ 1 ] | Koiso Kuniaki                     | Khuang Aphaiwong                     | 15. Juni 1946      |
| Leiter der Überseevertretung in Bangkok |                                              |                    | |                                   |                                      |                    |
| 22. März 1951                           | Koichi Suzuki                                | 鈴木耕一           | | Yoshida Shigeru                   | Plaek Phibunsongkhram                |                    |
| Botschaften                             |                                              |                    | |                                   |                                      |                    |
| 15. Nov. 1952                           | Ichiro Ota                                   | 太田一郎           | | Yoshida Shigeru                   | Plaek Phibunsongkhram                | 28. Apr. 1952      |
| 9. Mai 1956                             | Shibusawa Shinichi                           | 渋沢信一           | (* 11. Oktober 1898; † 15. Juli 1983), Vizeaußenminister | Ishibashi Tanzan                  | Plaek Phibunsongkhram                |                    |
| 7. Apr. 1959                            | Oe Akira                                     | 大江晃             | | Kishi Nobusuke                    | Sarit Thanarat                       |                    |
| 22. Jan. 1963                           | Shimadzu Hisa-dai                            | 島津久大           | | Ikeda Hayato                      | Thanom Kittikachorn                  |                    |
| 23. Okt. 1964                           | Kasuya Takao                                 | 粕谷孝夫           | | Satō Eisaku                       | Thanom Kittikachorn                  |                    |
| 21. Juni 1967                           | Saburo Sekimori                              | 関守三郎           | | Satō Eisaku                       | Thanom Kittikachorn                  |                    |
| 15. Apr. 1968                           | Serail Toraro                                | 後宮虎郎           | (* 22. April 1914; † 12. Juni 1992), 1966–1968: Botschafter in Den Haag, 1972–1975: Botschafter in Seoul                                                                                        | Satō Eisaku                       | Thanom Kittikachorn                  |                    |
| 25. Feb. 1972                           | Fujisaki Wanli                               | 藤崎万里           | (16. Dezember 1914; † 6. Oktober 2006) | Tanaka Kakuei                     | Thanom Kittikachorn                  |                    |
| 20. Feb. 1976                           | Hitomi Hiroshi                               | 人見宏             | | Fukuda Takeo                      | Seni Pramoj                          |                    |
| 29. Jan. 1980                           | Ogiso Honyu                                  | 小木曽本雄         | | Suzuki Zenkō                      | Prem Tinsulanonda                    |                    |
| 30. Okt. 1983                           | Tachibana Tadashi                            | 橘正忠             | | Nakasone Yasuhiro                 | Prem Tinsulanonda                    |                    |
| 7. Feb. 1986                            | Kiuchi Akiratane                             | 木内昭胤           | | Nakasone Yasuhiro                 | Prem Tinsulanonda                    |                    |
| 16. Nov. 1988                           | Okazaki Hisahiko                             | 岡崎久彦           | | Takeshita Noboru                  | Chatichai Choonhavan                 |                    |
| 30. Juni 1992                           | Hiroaki Fujii                                | 藤井宏昭           | | Miyazawa Kiichi                   | Suchinda Kraprayoon                  |                    |
| 30. Jan. 1994                           | Onda Zong                                    | 恩田宗             | | Murayama Tomiichi                 | Suchinda Kraprayoon                  |                    |
| 23. Sep. 1996                           | Hiroshi Ota                                  | 太田博             | | Hashimoto Ryūtarō                 | Chavalit Yongchaiyudh                |                    |
| 18. Okt. 1999                           | Nobutoshi Akao                               | 赤尾信敏           | | Obuchi Keizō                      | Chuan Leekpai                        |                    |
| 25. Dez. 2001                           | Tokinoya Atsushi                             | 時野谷敦           | | Koizumi Jun’ichirō                | Thaksin Shinawatra                   |                    |
| 11. Nov. 2005                           | Hideaki Kobayashi                            | 小林秀明           | | Koizumi Jun’ichirō                | Thaksin Shinawatra                   |                    |
| 20. Sep. 2008                           | Kyoji Komachi                                | 小町恭士           | | Asō Tarō                          | Samak Sundaravej                     |                    |
| Okt. 2010                               | Seiji Kojima                                 | 小島誠二           | | Kan Naoto                         | Abhisit Vejjajiva                    |                    |
| 11. Sep. 2012                           | Shigekazu Sato                               | 佐藤重和           | | Noda Yoshihiko                    | Yingluck Shinawatra                  |                    |
| Apr. 2015                               | Shiro Sadoshima                              | 佐渡島志郎         | | Shinzō Abe                        | Prayut Chan-o-cha                    |                    |